# La Trêve
La Trêve is een Franstalige Belgische televisieserie van de openbare omroep RTBF. In 2016 was ze eerst te zien op La Une. In oktober van dat jaar verscheen ze ook op de Vlaamse zender Canvas. Sinds eind december 2016 wordt de serie als "The break" aangeboden op de streamingdienst Netflix.
Het tweede seizoen kwam vanaf 11 november 2018 op La Une, maar was al in avant-première te zien op Proximus TV vanaf 8 september 2018. Op Canvas begon het tweede seizoen op 17 april 2019.

## Plotomschrijving
Seizoen 1: Centraal in La Trêve (letterlijk: de wapenstilstand) staat politie-inspecteur Yoann Peeters. Na een mislukte operatie in Brussel en de dood van zijn vrouw keert hij samen met zijn dochter terug naar Heiderfeld, het dorp in de Gaume waar hij zijn jeugd heeft doorgebracht. Net dan wordt er in de Semois het lijk opgevist van een jonge Togolese voetballer, die bij een lokale club speelde. Meteen wordt gedacht aan zelfmoord, maar volgens Peeters is er meer aan de hand.
Seizoen 2 speelt zich af vier jaar na het eerste seizoen. Yoann Peeters is geen politieman meer en leeft teruggetrokken op het platteland. Maar hij wordt toch in een nieuwe zaak betrokken wanneer hij het bezoek krijgt van psychiater Jasmina Orban, bij wie hij vroeger (in seizoen 1) in behandeling was. Een van haar patiënten is een jonge ex-gedetineerde, die beschuldigd wordt van de moord op een rijke vrouw in een afgelegen dorp in de Ardennen. Jasmina is echter overtuigd van zijn onschuld.

## Cast
De cast van de serie bestaat voornamelijk uit minder bekende gezichten. Zo wordt de hoofdrol vertolkt door de Frans-Zwitser Yoann Blanc. De Vlaamse acteurs Tom Audenaert en Sam Louwyck zijn te zien in bijrollen.